# Hoàng Thị Thanh Thúy
Hoàng Thị Thanh Thúy (sinh ngày 2 tháng 9 năm 1984) là nữ Đại biểu Quốc hội nước Cộng hòa xã hội chủ nghĩa Việt Nam. Bà hiện là Tỉnh ủy viên, Phó Trưởng Đoàn Đại biểu Quốc hội chuyên trách tỉnh Tây Ninh, Đại biểu Quốc hội khóa XV từ Tây Ninh. Bà từng là Bí thư Đảng ủy Tỉnh đoàn, Bí thư Tỉnh đoàn Tây Ninh.
Hoàng Thị Thanh Thúy là đảng viên Đảng Cộng sản Việt Nam, học vị Cử nhân Sư phạm Văn, Thạc sĩ Chính trị học, Cao cấp lý luận chính trị. Bà có sự nghiệp xuất phát điểm từ công tác thanh niên ở Tây Ninh.

## Xuất thân và giáo dục
Hoàng Thị Thanh Thúy sinh ngày 2 tháng 9 năm 1984 tại Tây Ninh, quê quán ở xã Xuân Trúc, huyện Ân Thi, tỉnh Hưng Yên. Bà lớn lên và tốt nghiệp phổ thông ở Tây Ninh, theo học đại học ở Thành phố Hồ Chí Minh, tốt nghiệp Cử nhân Sư phạm Ngữ văn, tiếp tục học cao học và nhận bằng Thạc sĩ Chính trị học. Bà được kết nạp Đảng Cộng sản Việt Nam vào ngày 5 tháng 7 năm 2006, trở thành đảng viên chính thức sau đó 1 năm, từng theo học các khóa chính trị ở Học viện Chính trị Quốc gia Hồ Chí Minh và tốt nghiệp Cao cấp lý luận chính trị. Hiện bà thường trú ở ấp Suối Muồn, xã Thái Bình, huyện Châu Thành, tỉnh Tây Ninh.

## Sự nghiệp
Tháng 8 năm 2006, sau khi tốt nghiệp đại học, Hoàng Thị Thanh Thúy trở lại Tây Ninh, được tuyển dụng vào Tỉnh đoàn Tây Ninh, tham gia công tác Đoàn Thanh niên Cộng sản Hồ Chí Minh, bắt đầu ở vị trí cán bộ Ban Tư tưởng – Văn hoá Tỉnh đoàn. Sau đó 1 năm, vào tháng 10 năm 2007, bà được bầu làm Ủy viên Ban Thường vụ Tỉnh đoàn, phụ trách Ban Tư tưởng – Văn hoá Tỉnh đoàn, đồng thời là Phó Bí thư Chi đoàn cơ quan Tỉnh đoàn, rồi Bí thư Đoàn cơ sở Tỉnh đoàn từ tháng 5 năm 2008, và Ủy viên Ban Chấp hành Đảng bộ Tỉnh đoàn từ tháng 4 năm 2009. Tháng 7 năm 2009, bà nhậm chức Trưởng Ban Tư tưởng – Văn hoá Tỉnh đoàn, Bí thư Đoàn cơ sở Tỉnh đoàn, sau đó 1 tháng thì chuyển vị trí làm Trưởng Ban Thanh Thiếu nhi trường học, kiêm Phó Chủ tịch Hội đồng Đội tỉnh, tiếp tục chuyển vị trí làm Chánh Văn phòng Tỉnh đoàn từ tháng 1 năm 2014, kiêm Phó Chủ tịch Hội Liên hiệp Thanh niên Việt Nam tỉnh từ tháng 11 cùng năm. Vào tháng 9 năm 2016, bà nhậm chức Phó Bí thư Tỉnh đoàn, Phó Bí thư Đảng ủy Tỉnh đoàn, và là Bí thư Đảng ủy, Bí thư Tỉnh đoàn từ tháng 8 năm 2019.
Tháng 10 năm 2020, tại Đại hội Đảng bộ tỉnh Tây Ninh lần thứ XI, nhiệm kỳ 2020–2025, Hoàng Thị Thanh Thúy được bầu làm Ủy viên Ban Chấp hành Đảng bộ tỉnh. Sang năm 2021, bà được Ủy ban Mặt trận Tổ quốc Việt Nam tỉnh giới thiệu tham gia ứng cử đại biểu Quốc hội từ Tây Ninh, thuộc đơn vị bầu cử số 1 gồm thị xã Trảng Bàng, huyện Bến Cầu, Gò Dầu, Châu Thành, rồi trúng cử Đại biểu Quốc hội khóa XV với tỷ lệ 63,25%. Ngày 21 tháng 7 năm 2021, bà được phê chuẩn làm Phó Trưởng Đoàn chuyên trách Đại biểu Quốc hội tỉnh Tây Ninh.